# Bertiera subsessilis
Bertiera subsessilis är en måreväxtart som beskrevs av William Philip Hiern. Bertiera subsessilis ingår i släktet Bertiera och familjen måreväxter. Inga underarter finns listade i Catalogue of Life.